# Cathaleen-ni-Hoolihan
Cathaleen-ni-Hoolihan is een compositie van Arnold Bax. Het behoort tot zijn minst gespeelde werken. In 2017 stond het genoteerd als Bax’ 64e werk.
Cathaleen-ni-Hoolihan (ook wel Kathleen Ni Houlihan) is een mythisch symbool en emblema voor het Iers nationalisme uit eind 19e begin 20e eeuw. Zij zou een oude, arme, thuisloze vrouw zijn in die periode, die jonge mannen aanspoorde te vechten voor onafhankelijkheid. In 1902 werd er al een toneelstuk "naar haar leven" geschreven door William Butler Yeats en Isabella Augusta Gregory. Bax, die een tijd lang in Ierland woonde, volgde een aantal jaren later met Poem for two violins and piano, geïnspireerd door Yeats en Gregory. Het was deels hergebruikte muziek, want de muziek is deels afkomstig uit een strijkkwartet van Bax uit 1902. Er vond een uitvoering plaats, het verdween in de la, zomer 1905 orkestreerde Bax het alsnog en toen verdween het bijna definitief in de la. Er is een uitvoering bekend uit 1970, maar dat werd verricht door een leerlingenorkest van de Royal College of Music. Pas in 2000 kwam het weer op de lessenaar voor een uitgave via het Chandos in een langlopende serie betreffende de muziek van Bax.   
Boz schreef het voor klein orkest:
- 2 dwarsfluiten, 2 hobo’s,  2 klarinetten, 2 fagotten
- 2  hoorns, 1 trompet
- pauken, harp
- violen, altviolen, celli, contrabassen